# 1

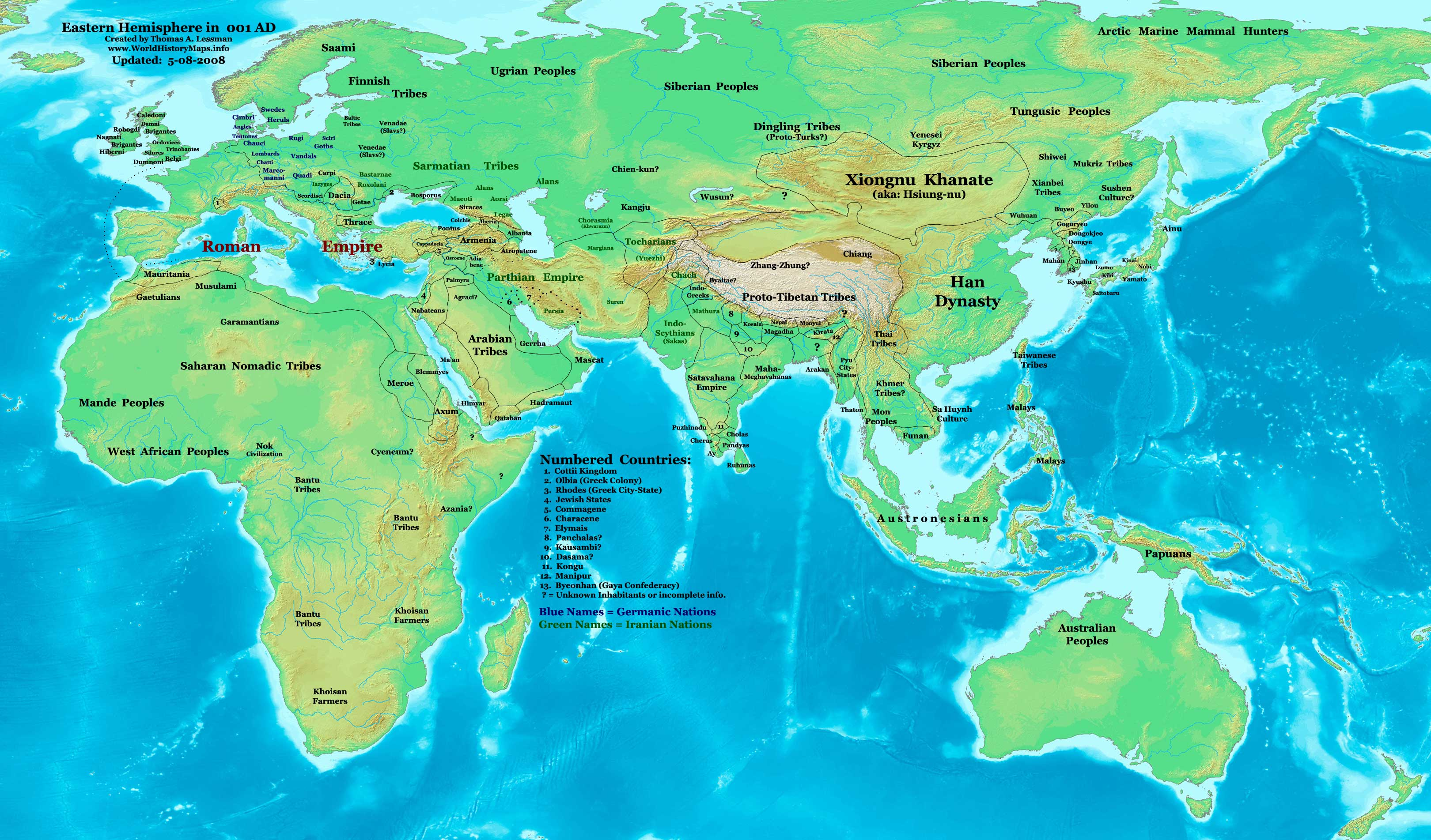
Východní polokoule v roce 1

Rok 1 (I) byl rok, který podle juliánského kalendáře začínal v sobotu nebo v neděli. Byl prvním rokem našeho letopočtu. Jedná se zároveň o první rok 1. století i 1. tisíciletí. Přecházejícím rokem byl rok 1 př. n. l., jelikož v číslovaní podle gregoriánského kalendáře není žádný rok 0.
V této době byl stále používán Juliánský kalendář, což byla reforma Římského kalendáře z roku 45 př. n. l. Gregoriánský kalendář používající současné číslování byl zaveden až v roce 525 n. l.

## Události
Římské císařství
- Tiberius pod vedením císaře Augusta potlačil povstání v Germánii.
- Gaius Caesar a Lucius Aemilius Paullus se stali římskými konzuly.
- Gaius Caesar a Marcus Herennius Picens byli posláni do Arménie.
- V Římě se poprvé objevilo hedvábí.
- Quirinius se stal gaiem v Arménii.

Západní Evropa
- Vyhynuli poslední lvi v Západní Evropě.[3]

Asie
- Konfucius dostal (posmrtně) první královský titul Lord Baochengxun Ni.
- Sapadbizes, prince lidu Jüe-č’ a král Kušánské říše zemřel.

## Narození
- Ježíš Kristus podle výpočtu Dionysia Exigua, od kterého je odvozen náš letopočet
- Lucius Annaeus Gallio, římský prokonzul († 65)
- Quinctilius Varus, římský aristokrat († asi 27)

## Úmrtí
- Sapadbizes, král Kušánské říše
- Gaius Antistius Vetus, římský konzul (*50 př. n. l.)
- Artaxias II., král Ibérie

## Hlava státu
- Římská říše – Augustus (27 př. n. l. – 14)
- Parthská říše – Fraatés V. (2 př. n. l. – 4)
- Kušánská říše – Heraios (1–30)
- Čína, dynastie Chan (206 př. n. l. – 220 n. l.) – Pching-ti (1 př. n. l. – 5)
- Markomani – Marobud (?–37)